# قرشيات شوكية
القرشيات الشوكية (الاسم العلمي: Acanthodii) هي طائفة من الأسماك الفكية المنقرضة، التي تعود أحافيرها الأولى إلى العصر الأردوفيسي، وتتشارك بعضاً من صفات كلا الأسماك الغضروفية والأسماك العظمية. تسمى هذه الأسماك نسبة إلى الأشواك المُميزة التي توجد على أجسادها، وقد انقرضت تماماً بحلول العصر البرمي المبكر. وكانت القرشيات الشوكية قد تطورت في البداية من الأسماك الغضروفية.

## الوصف
تتميز القرشيات الشوكية بأزواج عديدة من الأشواك التي تبرز من بطنها. كما أن بعض أنواعها تملك زعانف صدرية عظميّة جداً ورقيقة (مع أن هياكل أجسامها تتألف في الأصل من الغضاريف)، تبرز من منتصف أجسادها تقريباً. وتملك هذه الزعانف أشواكاً قصيرة في نهايتها (أقصر بكثير من الزعنفة نفسها)، تشبه «قواقع ثنائيات الصدفة» إلى حد ما. لكن يَبدو أن أشواك الزعانف الصدرية العظمية هذه لا ترتبط إلا بشكل غير مباشر بأشواك الزعانف البطنية المُعتادة. من النقاط المُلفتة للانتباه في هذه الأسماك أيضاً رؤوسها الصغيرة بالنسبة لأجسادها الطويلة.

## الحياة
كانت أولى أنواع القرشيات الشوكية أسماكاً بحرية تقطن الماء المالح، لكن خلال العصر الديفوني أصبحت أنواع الماء العذب هي السائدة والمُهيمنة. تتميز القرشيات الشوكية بشكل رئيسي بشيئين: أولاً أنها كانت أولى الفقاريات الفكية المعروفة، وثانياً أنها كانت تملك أشواكاً قوية راسخة في مكانها ولا تتحرك (مثل زعانف القروش الظهرية).